# 阿拉伯复兴运动 (1940年)
阿拉伯复兴运动 （阿拉伯语：حركة البعث العربي，羅馬化：Ḥarakat al-Baʽth al-‘Arabī，1943年前名为，罗马化：Ḥarakat al-Iḥyāʼ al-‘Arabī）是一个阿拉伯复兴社会主义政治运动，同时也是阿拉伯复兴社会党的前身。该党于1940年由米歇尔·阿弗拉克创立，其创建者米歇尔·阿弗拉克和萨拉赫·丁·比塔尔均与民族主義和社会主义相关。